# Eric Segall
Eric J. Segall är en amerikansk jurist och professor i juridik vid Georgia State University College of Law, där han har undervisat sedan 1991. Han undervisar i federala domstolar och konstitutionell rätt.

## Biografi
Efter examen vid Emory University och doktorsexamen vid Vanderbilt University Law School, där han även var forskningsredaktör för Vanderbilt Law Review, tog han bland annat tjänst för dåvarande domaren Charles Allen Moye Jr. Han arbetade sedan för USA:s justitiedepartement 1987 till 1991 och blev under denna tid intresserad av konstitutionell rätt. 1991 tog han tjänst vid Georgia State University-fakulteten som professor på heltid.

## Kritik av Donald Trump
Segall är starkt kritisk mot Donald Trump som USA:s president och har bland annat rekommenderat att Kongressen utnyttjar sektion tre i det fjortonde tillägget till konstitutionen. Ett tillägg som handlar om att personer som tidigare svurit en ed om att upprätthålla konstitutionen och sedan deltagit i ett uppror kan diskvalificeras från offentliga ämbeten i USA.